# Discographie des Jonas Brothers
 (octobre 2009).
Si vous disposez d'ouvrages ou d'articles de référence ou si vous connaissez des sites web de qualité traitant du thème abordé ici, merci de compléter l'article en donnant les références utiles à sa vérifiabilité et en les liant à la section « Notes et références ».
 (mars 2020).
Cet article présente la discographie du groupe américain Jonas Brothers. 
Les Jonas Brothers ont à ce jour sorti cinq albums studio, trois EP, trois albums live, cinq albums de bande-son, vingt-six singles, six singles promotionnels, vingt-et-un clips ainsi que d'autres apparitions d'album.

## Albums
| Titre                                                             | Détails | Classements | Classements | Classements | Classements | Classements | Classements | Classements | Classements | Classements | Classements | Classements | Classements | Classements | Ventes/certifications         |
| Titre                                                             | Détails | É-U         | CAN         | UK          | IRL         | ITA         | MEX         | ALL         | ESP         | POR         | AUS         | FR          | CH          | AT          | Ventes/certifications         |
| ----------------------------------------------------------------- | --- | ----------- | ----------- | ----------- | ----------- | ----------- | ----------- | ----------- | ----------- | ----------- | ----------- | ----------- | ----------- | ----------- | ----------------------------- |
| It's About Time                                                   | - Sortie : 8 août 2006 - Formats : CD, téléchargement - Label : Columbia                                      | 91          | —           | —           | —           | —           | —           | —           | —           | —           | —           | —           | —           | —           | - RIAA : —                    |
| Jonas Brothers                                                    | - Sortie : 7 août 2007 - Formats : CD, téléchargement - Label : Hollywood                                     | 5           | 19          | 9           | 14          | 10          | 3           | 19          | 5           | 13          | 43          | 16          | 53          | 14          | - Ventes : 2,500,000          |
| A Little Bit Longer                                               | - Sortie : 12 août 2008 - Formats : CD, téléchargement - Label : Hollywood                                    | 1           | 1           | 19          | —           | 2           | 1           | 25          | 3           | 27          | 13          | 14          | 55          | 27          | - Ventes : 2,100,000          |
| Lines, Vines, and Trying Times                                    | - Sortie : 16 juin 2009 - Formats : CD, téléchargement - Label : Hollywood                                    | —           | —           | —           | —           | 8           | —           | —           | 1           | 3           | 5           | 17          | 46          | 33          | - Ventes : 1 200 000          |
| Happiness Begins                                                  | - Sortie : 7 juin 2019 - Formats : CD, cassette, vinyle, téléchargement, streaming - Label : Republic Records | 1           | 1           | 2           | 4           | 28          | 1           | 17          | 3           | 6           | 3           | 29          | 16          | 14          | - Ventes États-Unis : 469 000 |
| The Album                                                         | - Sortie : 12 mai 2023 - Formats : CD, cassette, vinyle, téléchargement, streaming - Label : Republic Records |             |             |             |             |             |             |             |             |             |             |             |             |             |                               |
| Greetings From Your Hometown                                      | - Sortie : 8 août 2025 - Formats : CD, cassette, vinyle, téléchargement, streaming - Label : Republic Records |             |             |             |             |             |             |             |             |             |             |             |             |             |                               |
| « — » indique que l'album n'est pas sorti ou classé dans le pays. | |             |             |             |             |             |             |             |             |             |             |             |             |             |                               |

## Bande Originale de Film
| Année | Album | Classements | Classements | Classements | Classements | Classements | Classements | Classements | Classements | Ventes/certification                                                |
| Année | Album | US          | CAN         | MEX         | GER         | SPA         | FRA         | BEL         | UK          | Ventes/certification                                                |
| ----- | --- | ----------- | ----------- | ----------- | ----------- | ----------- | ----------- | ----------- | ----------- | ------------------------------------------------------------------- |
| 2008  | Camp Rock - 1er album de la bande originale du film - Sortie : 20 juin 2008 - Formats : CD, téléchargement                      | 3           | 2           | 2           | 2           | 2           | 2           | 3           | 13          | RIAA : Platine · Ventes États-Unis : 1,070,281 · Ventes : 1,500,000 |
| 2010  | JONAS L.A. - Bande Originale de la saison 2 de JONAS : JONAS L.A. - Sortie : 20 juillet 2010 - Formats : CD, téléchargement     | 7           | -           | 35          | -           | 51          | 99          | -           | -           | RIAA : Or Ventes États-Unis : 730,000+ · Ventes : 900 000+          |
| 2010  | Camp Rock 2 : Le Face à Face - Bande Originale de la suite de Camp Rock. - Sortie : 10 août 2010 - Formats : CD, téléchargement | -           | -           | -           | -           | -           | -           | -           | -           | RIAA : Or Ventes États-Unis : 500,000+ · Ventes : 1 000 000+        |

## Singles
| Année | Single                       | Classements | Classements | Classements | Album                          |
| Année | Single                       | US Hot      | AUS         | UK          | Album                          |
| ----- | ---------------------------- | ----------- | ----------- | ----------- | ------------------------------ |
| 2005  | Mandy                        | —           | —           | —           | It's About Time                |
| 2006  | Year 3000                    | 31          | 72          | —           | It's About Time                |
| 2007  | Kids of the Future           | —           | —           | —           | Jonas Brothers                 |
| 2007  | Hold On                      | 53          | —           | 106         | Jonas Brothers                 |
| 2007  | S.O.S (en)                   | 17          | 47          | 13          | Jonas Brothers                 |
| 2008  | When You Look Me in the Eyes | 25          | 46          | 30          | Jonas Brothers                 |
| 2008  | Burnin' Up                   | 5           | 31          | 30          | A Little Bit Longer            |
| 2008  | Lovebug (en)                 | 49          | 95          | 92          | A Little Bit Longer            |
| 2008  | Tonight (en)                 | 8           | —           | —           | A Little Bit Longer            |
| 2009  | Paranoid (en)                | 37          | 60          | 56          | Lines, Vines, and Trying Times |
| 2009  | Fly with me (en)             | 83          | —           | —           | Lines, Vines, and Trying Times |
| 2019  | Sucker                       | 1           | 1           | 4           | Happiness Begins               |
| 2019  | Cool (en)                    | 27          | 57          | 39          | Happiness Begins               |
| 2019  | Only Human (en)              | 18          | 38          | 64          | Happiness Begins               |

### Autres singles
| Année | Single                                   | Classements | Classements | Classements | Classements | Soundtrack                                               |
| Année | Single                                   | US Hot      | US Pop      | UK          | AUS         | Soundtrack                                               |
| ----- | ---------------------------------------- | ----------- | ----------- | ----------- | ----------- | -------------------------------------------------------- |
| 2006  | Poor Unfortunate Souls (en)              | —           | —           | —           | —           | La Petite Sirène (film, 1989) Special Edition Soundtrack |
| 2008  | We Rock (en) (casting de Camp Rock)      | 33          | —           | 199         | —           | Camp Rock Soundtrack                                     |
| 2008  | Play My Music                            | 20          | 26          | 57          | 71          | Camp Rock Soundtrack                                     |
| 2008  | This Is Me (Demi Lovato Feat. Joe Jonas) | 9           | 22          | 33          | 46          | Camp Rock Soundtrack                                     |
| 2008  | Gotta Find You (Joe Jonas)               | 30          | —           | —           | 82          | Camp Rock Soundtrack                                     |

### Autres ventes de musique
| Année | Chanson                  | Classements | Classements | Classements | Album               |
| Année | Chanson                  | US Hot      | US Pop      | US Digital  | Album               |
| ----- | ------------------------ | ----------- | ----------- | ----------- | ------------------- |
| 2008  | BB Good (en)             | 88          | 60          | 39          | A Little Bit Longer |
| 2008  | Can't Have You           | 101         | —           | 57          | A Little Bit Longer |
| 2008  | Got Me Going Crazy       | 108         | —           | 68          | A Little Bit Longer |
| 2008  | Video Girl               | 114         | 81          | —           | A Little Bit Longer |
| 2008  | Shelf (en)               | 118         | 84          | —           | A Little Bit Longer |
| 2008  | Sorry                    | 120         | —           | —           | A Little Bit Longer |
| 2008  | One Man Show             | —           | 88          | —           | A Little Bit Longer |
| 2008  | Pushin' Me Away (en)     | 16          | 27          | 2           | A Little Bit Longer |
| 2008  | A Little Bit Longer (en) | 11          | 23          | 3           | A Little Bit Longer |

## Apparition en tant qu'invité
| Année | Chanson          | Artiste     | Album                               |
| ----- | ---------------- | ----------- | ----------------------------------- |
| 2007  | We Got the Party | Miley Cyrus | Hannah Montana 2: Rock Star Edition |
| 2008  | On The Line      | Demi Lovato | Don't Forget                        |

## Vidéos
| Année | Titre                        | Album                                                             |
| ----- | ---------------------------- | ----------------------------------------------------------------- |
| 2005  | Mandy                        | It's About Time                                                   |
| 2006  | Year 3000                    | It's About Time / Jonas Brothers                                  |
| 2006  | Poor Unfortunate Souls       | La Petite Sirène (film, 1989) Special Edition Soundtrack          |
| 2006  | The Chosen One               | American Dragon: Jake Long                                        |
| 2007  | Kids of the Future           | Bienvenue chez les Robinsons Soundtrack / Jonas Brothers          |
| 2007  | I Wanna Be Like You          | DisneyMania 5 / Le livre de la jungle Platinum Edition Soundtrack |
| 2007  | Hold On                      | Jonas Brothers                                                    |
| 2007  | SOS (en)                     | Jonas Brothers                                                    |
| 2008  | When You Look Me in the Eyes | Jonas Brothers                                                    |
| 2008  | Burnin' Up                   | A Little Bit Longer                                               |
| 2008  | Lovebug                      | A Little Bit Longer                                               |